# Malena Josephsen
Malena Josephsen (* 3. Januar 1977) ist eine färöische Fußballspielerin. Sie ist ehemalige Rekordspielerin der Nationalmannschaft.

## Verein
Josephsen spielt seit ihrer Jugend bei KÍ Klaksvík. Ihr erstes Pflichtspiel absolvierte sie 1994 im Alter von 17 Jahren, als sie in der ersten Runde des Pokals beim 4:0-Auswärtssieg gegen GÍ Gøta eingewechselt wurde und dort den Endstand erzielte. In der Liga debütierte sie am ersten Spieltag bei der 0:2-Auswärtsniederlage gegen B36 Tórshavn, wo sie wiederum eingewechselt wurde. Sie entwickelte sich jedoch recht schnell zu einer Stammspielerin, das einzige Ligator gelang ihr zum 2:1-Auswärtssieg am sechsten Spieltag gegen EB Eiði. Diese Quote konnte sie jedoch nach und nach steigern, 2000 kam sie auf 25 Ligatreffer. Nach 1997 gewann sie in diesem Jahr auch den zweiten Meistertitel, durch den 2:0-Sieg im Pokal gegen HB Tórshavn wurde das Double erreicht. Zur Mannschaft zählten unter anderem Rannvá Andreasen, Annelisa Justesen, Bára Klakstein und Ragna Patawary. Insgesamt konnte Josephsen 23 Mal die Meisterschaft sowie 13 Mal den Pokal gewinnen. Katrina Akursmørk, Oddrún Danielsen, Durita Hummeland, Olga Kristina Hansen, Óluva Joensen, Bára Klakstein, Eyðvør Klakstein, Tóra Mohr, Fríðrún Olsen, Birita Ryan, Sanna Svarvadal, Maria Thomsen sowie Randi Wardum zur Mannschaft. 2005 wurde sie zum ersten Mal mit 27 Treffern Torschützenkönigin, 2007 ein zweites Mal mit 17 Treffern.
Mit 328 Toren in 446 Einsätzen absolvierte sie hinter Rannvá Andreasen die zweitmeisten Spiele in der ersten Liga und erzielte hinter Andreasen und Heidi Sevdal die drittmeisten Tore.

### Europapokal
In der UEFA Women’s Champions League bestritt Josephsen 54 Spiele, das erste davon 2001/02 in der Vorrunde beim 2:1-Sieg gegen USC Landhaus Wien. Das erste von insgesamt neun Toren gelang ihr 2002/03 in der Vorrunde beim 2:0-Sieg gegen TKSK Visa Tallinn, bei dem sie den Führungstreffer erzielte.

## Nationalmannschaft
Josephsen war mit 41 Spielen Rekordspielerin der Nationalmannschaft, ehe sie von Rannvá Andreasen überholt wurde. Das erste Spiel absolvierte sie am 12. Oktober 2004 bei der 1:2-Niederlage im Freundschaftsspiel gegen Irland in Klaksvík. Das erste Tor gelang ihr in der EM-Qualifikation gegen Wales in Strumica, bei der sie den Endstand von 1:2 markierte. Mit insgesamt zehn Treffern liegt sie auf Platz drei hinter Rannvá Andreasen und Heidi Sevdal. Ihr letztes Spiel bestritt Josephsen am 9. April 2015 im EM-Qualifikationsspiel gegen Malta in Ħamrun, welches mit 4:2 gewonnen wurde.

## Erfolge
- 23× Färöischer Meister: 1997, 2000, 2001, 2002, 2003, 2004, 2005, 2006, 2007, 2008, 2009, 2010, 2011, 2012, 2013, 2014, 2015, 2016, 2019, 2020, 2021, 2022, 2023
- 14× Färöischer Pokalsieger: 2000, 2002, 2003, 2004, 2006, 2007, 2008, 2010, 2011, 2012, 2013, 2015, 2016, 2020
- 2× Torschützenkönigin der ersten färöischen Liga: 2005, 2007